# Anurida alpina
Anurida alpina är en urinsektsart som beskrevs av Agrell 1939. Anurida alpina ingår i släktet Anurida, och familjen Neanuridae. Arten är reproducerande i Sverige.